# Le Tapis rose de Catherine
Le Tapis rose de Catherine est une émission web, animée et produite par Catherine Beauchamp, où l'on assiste à des interviews inédites avec les artisans du cinéma québécois qui y expriment leur démarche artistique. Après deux ans d’entrevues sur les tapis rouges et sur les plateaux de tournage, l'émission obtient un prix Gémeaux dans la catégorie meilleure émission originale produite pour les nouveaux médias : affaires publiques, documentaire magazine ou sport et le coup de cœur du public au Festival international de télévision sur l'Internet qui se tenait en mai 2010 à La Rochelle en France. Le site internet est aussi en nomination aux Canadian new medias awards 2010 dans la catégorie Best in canadian culture-Interactive et remporte un prix Numix en mai 2011 pour la meilleure production Web télé: information, magazine et documentaire.
En plus de collaborer avec le portail vidéo d’MSN dans la section célébrités, d’avoir contribué au site Internet de Radio-Canada et celui du Cinéma Québécois, Un film, un regard, le Tapis rose élargit désormais son contenu au domaine l’édition en collaborant au Magazine Cinéplex.
En février 2011, Le Tapis rose de Catherine présente un projet spécial, 180 sur le Tapis rose de Catherine, en collaboration avec le photographe Jean-François Lemire, Shoot Studio. On y pouvait voir 13 capsules de 180 secondes qui présentaient 13 artisans du cinéma selon un archétype qui leur était collé. Le projet est en nomination au 26e Gala des prix Gémeaux dans la catégorie meilleure émission originale produite pour les nouveaux médias : affaires publiques, documentaire magazine ou sport.
- On l'a pu l'apercevoir à la télévision à l'émission Ici et là [1], à Vox.
- Nathalie Petrowski a tracé son portrait dans le quotidien La Presse [2] lors de la journée de la femme du 8 mars 2011.
- Le 29 août 2011, elle était invitée sur le plateau de Penelope McQuade [3].
- Elle fait partie des 25 femmes de l'année 2011 [4] du magazine Châtelaine.